# Parc archéologique urbain de Brancaleone Vetus
Le parc archéologique urbain de Brancaleone Vetus est un parc archéologique créé dans la commune de Brancaleone pour protéger et valoriser l'ancienne colonie de Brancaleone (ville métropolitaine de Reggio de Calabre),.

## Historique du village médiéval
Dans l'Antiquité, on l'appelait Sperlinga ou Sperlonga(construite aux VIe et VIIe siècles), du latin Spelunca et du grec Spelungx qui signifie « caverne » ou « grotte ». Ces nombreuses grottes  étaient le siège des moines ermites du mouvement monastique nés aux VIe et VIIe siècles, avec l'arrivée de religieux de Syrie, de Cappadoce et de Grèce.
Le château fut le siège de la famille Ruffo di Calabria de 164 à 1515, puis des Ayerbo d'Aragona, comtes de Brancaleone (1515 -1565). Ensuite il y eut les Spatafora, puis les Carafa ; en 1774, Vincenzo VII, marquis de Brancaleone, en fut le dernier seigneur féodal.
La ville fut détruite par le tremblement de terre de 1783 et par les suivants de 1905, 1907 et 1908. Elle fut abandonnée dans les années 1950 et déplacée au pied de la colline.

## Parc archéologique
Le parc archéologique a été créé en 2008 pour préserver les vestiges de l'ancienne Brancaleone Vetus.
Il propose de nombreux itinéraires dans lesquels est illustré chaque aspect historique et géomorphologique du lieu.
- Le village médiéval de Brancaleone, en haut de la colline.
- L'église rupestre dite dell'Albero della vitta.
- L'église protopapale Maria Santissima Annunziata, avec des restes de tombes dans des cryptes.
- Les silos greniers creusés dans la pierre.
- La grotte de La Madonna del Riposo qui abrite des fresques des XVIIe et XVIIIe siècles.
- La place du pont.
- Un vieux cimetière.

## Galerie

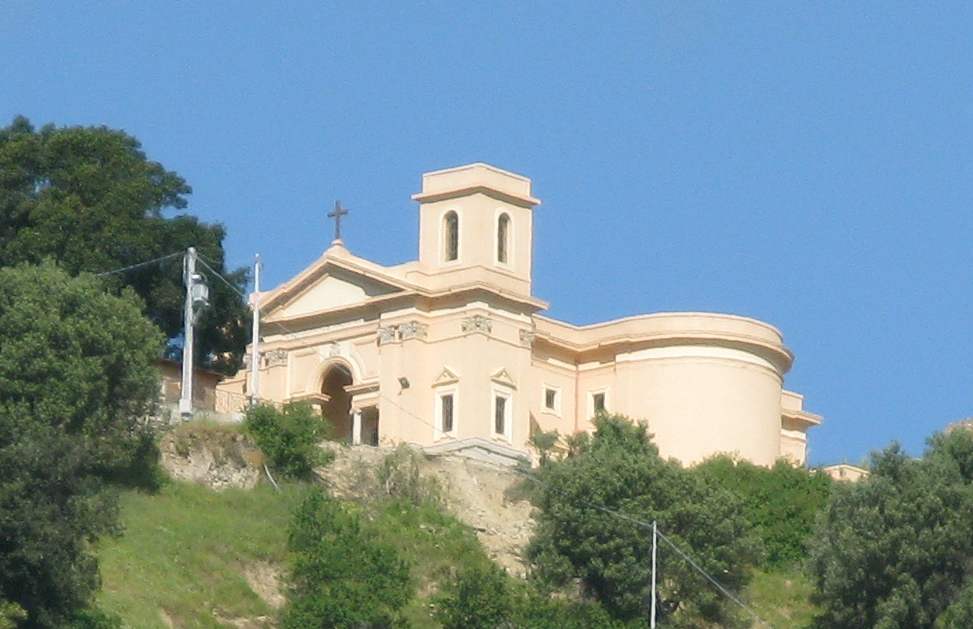
la nouvelle église Maria Santissima Annunziata.
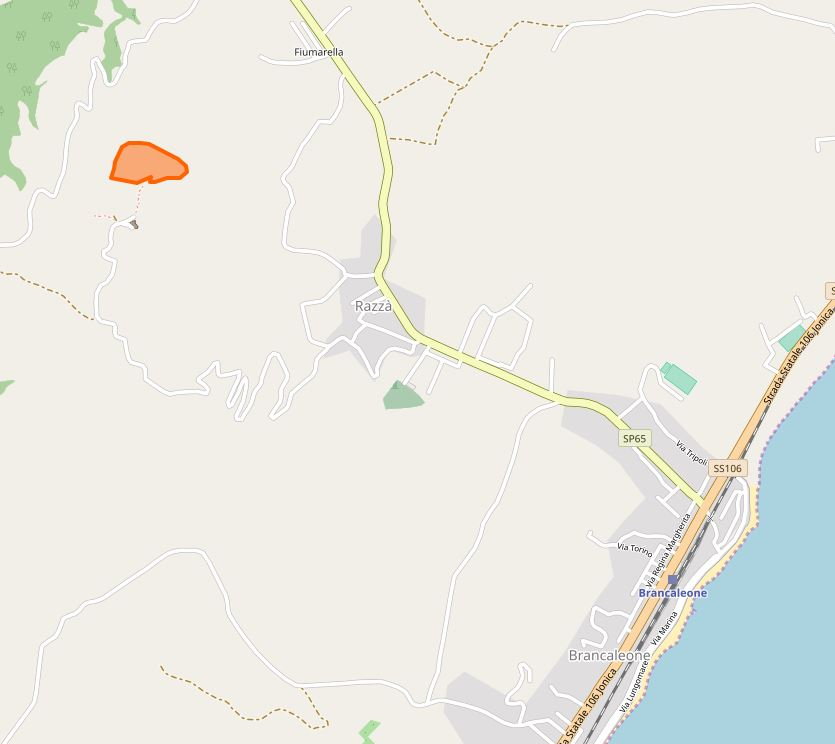
Plan du site archéologique.

## Liens connexes
- Liste des Sites archéologiques en Calabre